# 2945 Zanstra
A 2945 Zanstra (ideiglenes jelöléssel 1935 ST1) a Naprendszer kisbolygóövében található aszteroida. Hendrik van Gent fedezte fel 1935. szeptember 28-án.